# Iguane terrestre de Cuba
Cyclura nubila
Pour d'autres sens du terme « iguane terrestre », voir Iguane terrestre.
Espèce
Synonymes
- Iguana nubila Gray, 1830
- Cyclura harlani Duméril & Bibron, 1837
- Cyclura macleayii Gray, 1845
- Cyclura caymanensis Barbour & Noble, 1916

Statut de conservation UICN

 VU A1cde+2ce : Vulnérable
Statut CITES
L'Iguane terrestre de Cuba (Cyclura nubila), est une espèce de sauriens de la famille des Iguanidae. C'est le plus grand représentant du genre Cyclura, l'un des groupes de lézards les plus menacés. Cette espèce herbivore avec des yeux rouges, une queue épaisse et des bajoues couvertes d'excroissances épineuses est l'un des plus grands lézards des Caraïbes.
 Cyclura nubila vit dans les zones côtières rocailleuses de Cuba et des petites îles avoisinantes, et des populations se sont développées à Isla Magueyes et Porto Rico. On trouve une sous-espèce dans les Îles Caïmans à Little Cayman et Cayman Brac. Les femelles protègent leurs nids, qu'elles bâtissent souvent dans d'anciens nids de Crocodiles de Cuba. Pour se défendre, cet iguane construit souvent son nid à l'intérieur ou à proximité de cactus épineux.
Bien que la population sauvage de cette espèce soit en déclin du fait de la prédation par les animaux errants et la perte de son habitat liée au développement de l'agriculture, le nombre d'iguanes est globalement maintenu grâce à divers programmes de sauvegarde et d'élevage en captivité. Cyclura nubila a été utilisé pour étudier l'évolution et la communication animale, et son programme d'élevage en captivité a servi de modèle pour ceux concernant d'autres espèces de lézards des Caraïbes. 

## Anatomie et morphologie

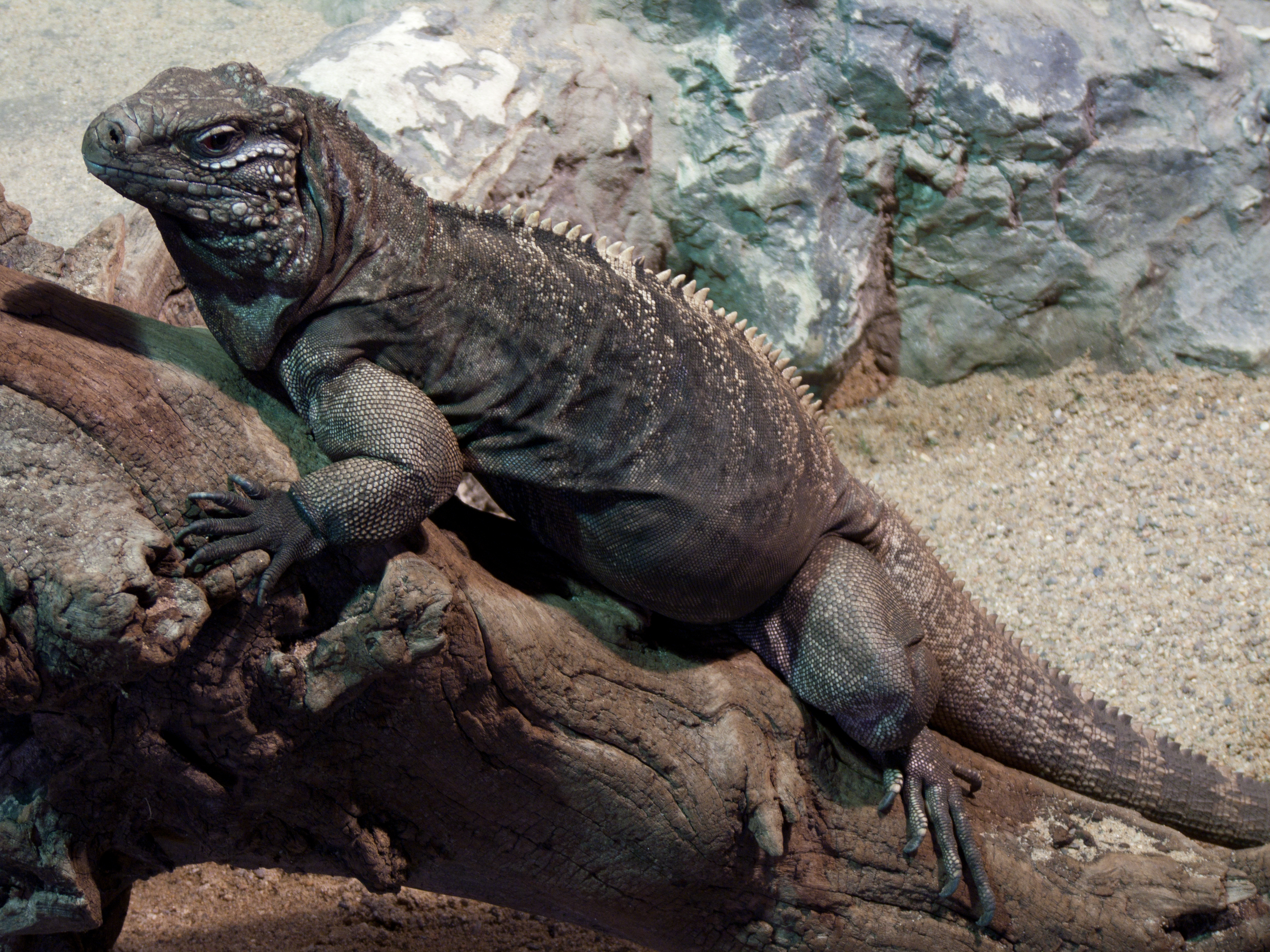
Cyclura nubila au zoo de Děčín.

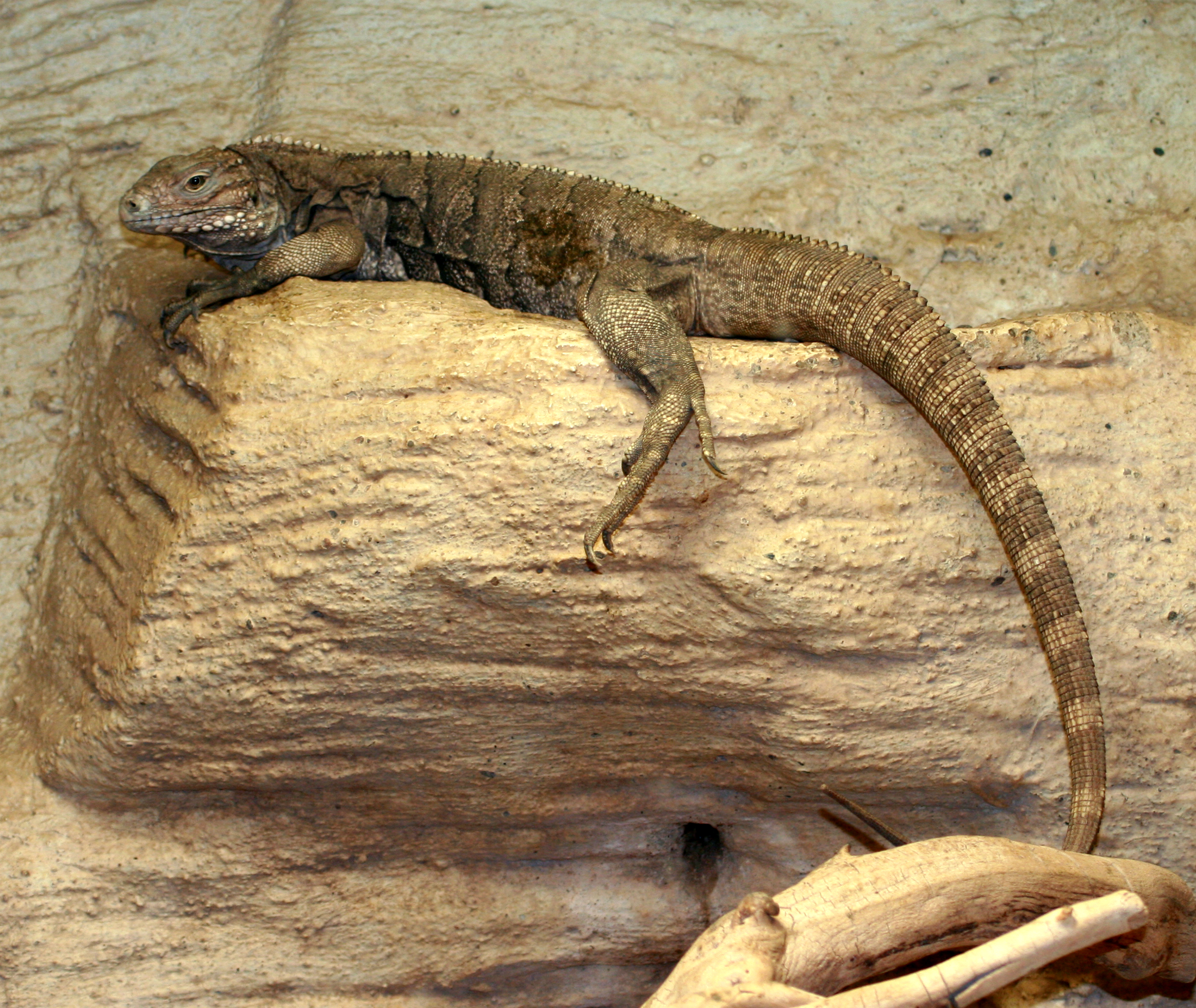
Au zoo de Prague.

L'Iguane terrestre de Cuba est un grand lézard, mesurant environ 40 cm du museau à la base de la queue. A de rares occasions, des mâles peuvent atteindre 1,6 m du museau à l'extrémité de la queue dans le sanctuaire pour la faune sauvage de la base navale de la baie de Guantánamo (GTMO), les femelles mesurant les deux tiers de cette taille,. L'espèce présente un dimorphisme sexuel : les mâles sont nettement plus grands que les femelles, et ils ont des pores fémoraux plus développés sur leurs cuisses, qui sont utilisés pour libérer des phéromones visant à attirer des partenaires et marquer leur territoire,,. La peau des Iguanes terrestres de Cuba mâles varie du gris foncé au rouge brique, tandis que celle des femelles est vert olive avec des bandes sombres. Chez les deux sexes, les jambes sont noires avec des marques ovales brun pâle et des pieds noir uni. Les jeunes animaux tendent à être brun sombre ou vert sombre avec des rayures légèrement plus sombres consistant en 5 à 10 bandes diagonales transverses. Ces bandes se fondent avec la couleur principale de l'iguane au fur et à mesure qu'il grandit. Les animaux des deux sexes possèdent un fanon gulaire (peau pendant sous la gorge) et une rangée d'épines sur leur dos allant jusqu'à la queue. Leur tête et leur cou sont courts et massifs, leurs dents sont larges et solides et ils ont de puissants muscles qui actionnent la mâchoire. Leurs bajoues, qui deviennent plus grands au fur et à mesure que l'animal grandit, sont couverts de protubérences épineuses.
L'œil de l'Iguane terrestre de Cuba présente un iris doré et un sclère rouge. Cette espèce a une excellente vision et est capable de détecter des formes et des mouvements à de longues distances. Des cellules sensorielles appelées « double-cônes » leur donnent une bonne vision des couleurs et leur permettent même de percevoir les rayons ultraviolets. En repérant les lieux les mieux irradiés de rayons ultraviolets pour se réchauffer, l'Iguane terres de Cuba optimise sa production de vitamine D. Ils ont par contre une mauvaise vision de la lumière faible car ils ont peu de bâtonnets ou de photorécepteurs. Comme d'autres iguanidés, l'Iguane terrestre de Cuba a un organe photosensible blanc à la pointe de sa tête, l'œil pariétal. Cet « œil » a une rétine et une lentille rudimentaires qui ne permet pas de visualiser des images, mais qui est sensible aux changements de luminosité et peut détecter des mouvements.

## Biologie et écologie

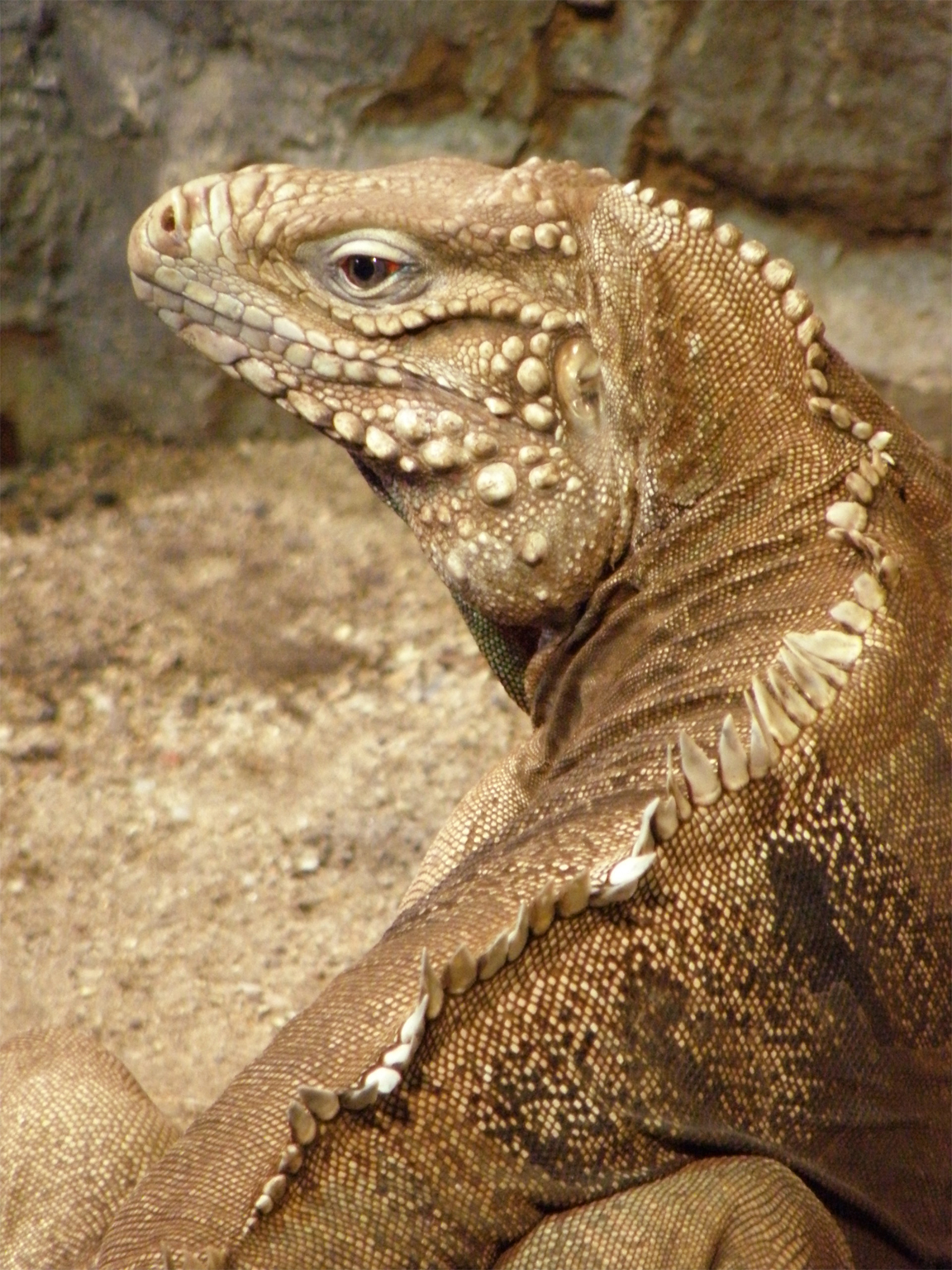
Iguane terrestre de Cuba au zoo de Děčín.

### Comportement
Bien que l'Iguane terrestre de Cuba reste immobile de longues périodes et se déplace lentement du fait de son poids, il est capable d'aller très vite sur de petites distances. Les animaux jeunes sont plus arboricoles et trouvent souvent refuge dans les arbres, dans lesquels ils montent avec une grande agilité. Cet animal est capable de nager et se réfugie parfois dans le point d'eau le plus proche lorsqu'il est menacé. Quand il est acculé, il peut mordre et fouetter son adversaire avec sa queue.

### Alimentation
Comme d'autres espèces de Cyclura, l'Iguane terrestre de Cuba est principalement herbivore ; 95 % de son régime alimentaire est constitué de feuilles, de fleurs et de fruits provenant d'une trentaine d'espèces de plantes différentes, dont Rachicallis americana, les chardons, Opuntia stricta, Avicennia germinans, Rhizophora mangle, des olives et diverses herbacées. Pour l'aider dans la digestion de cette alimentation très cellulosique, des colonies de nématodes occupent 50 % du contenu du gros intestin de l'Iguane terrestre de Cuba,. Ces iguanes consomment très occasionnellement des aliments d'origine animale, et on a déjà observé des individus se nourrir de cadavres d'oiseaux, poissons ou crabes. Des chercheurs sur l'Isla Magueyes ont même observé une fois un cas de cannibalisme en 2006, une femelle iguane adulte pourchassant, attrapant puis mangeant un jeune juste éclos. Les chercheurs pensent que la population très dense sur cette île pourrait être à l'origine de cet incident.
Comme les autres lézards herbivores, l'Iguane terrestre de Cuba doit faire face à un problème d'osmorégulation : la matière végétale contient plus de potassium et moins d'éléments nutritionnels en proportion que de la viande, et les animaux doivent donc en consommer de plus grandes quantités pour satisfaire leurs besoins métaboliques. À la différence de ceux des mammifères, les reins des reptiles ne peuvent pas concentrer leur urine pour préserver l'eau corporelle. À la place les reptiles excrètent à travers leur cloaque de l'acide urique toxique. Dans le cas de l'Iguane terrestre de Cuba, qui consomme beaucoup de végétaux, l'excès d'ions salés est excrété via la glande à sel de la même manière que les oiseaux.

### Cycle de vie
Les Iguanes terrestres de Cuba atteignent la maturité sexuelle à l'âge de 2 à 3 ans. Les mâles sont grégaires quand ils sont immatures, mais deviennent plus agressifs avec leurs congénères au fur et à mesure qu'ils prennent de l'âge, et défendent vigoureusement leur territoire et les femelles qui sont présentes dessus.Les femelles sont plus tolérantes envers leurs congénères, sauf après la ponte,.
L'accouplement a lieu de mai à juin, et les femelles, ovipares, réalisent une ponte comprenant entre 3 et 30 œufs en juin ou juillet,,. Selon certains chercheurs, les femelles déposent leurs œufs sur le même site de ponte chaque année. Les nids sont construits proches les uns des autres car les sites de nidification convenables deviennent rares,. Sur l'Isla de la Juventud de Cuba, les iguanes nichent dans des poches de terre exposées au soleil par les Crocodiles de Cuba, une fois que les œufs de ces derniers ont éclos,,. Les nids sont souvent situés un peu à l'écart des zones où vivent les iguanes le reste du temps,,. Dans les zones où il n'y a pas de crocodiles, les iguanes creusent leurs nids sur des plages sableuses. Au zoo de San Diego, une femelle a construit son nid à l'extrémité d'une longue chambre qu'elle avait creusée dans le sable. Elle s'est tenu à proximité durant des semaines, le défendant en secouant la tête et sifflant tout individu s'en approchant ; cela démontre que les femelles Iguanes terrestres de Cuba gardent leurs nids. Les jeunes juste éclos passent plusieurs jours à deux semaines dans le nid après l'éclosion avant d'en sortir et de se disperser dans la nature.

## Répartition géographique et habitat

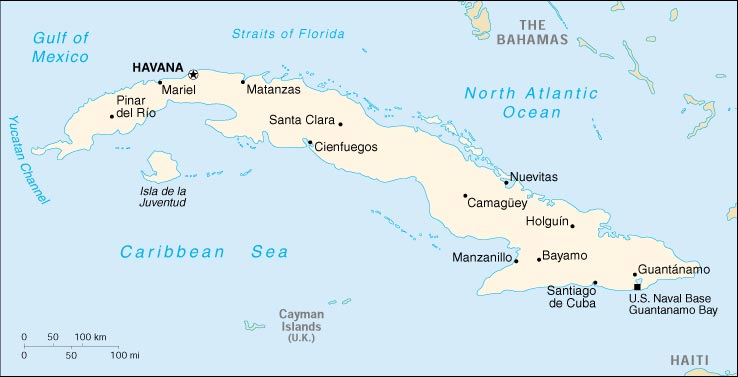
Carte de Cuba.

L'Iguane terrestre de Cuba est naturellement présent à Cuba et sur plus de 4 000 îlots qui entourent l'île principale de Cuba, dont l'Isla de la Juventud au large de la côte sud-est, qui abrite l'une des plus importantes populations,. Des populations vivent en relative sécurité sur plusieurs îlots le long des côtes nord et sud de Cuba et dans des aires protégées sur l'île principale. Parmi ces zones on note la réserve de biosphère de Guanahacabibes à l'ouest, le parc national Desembarco del Granma, Hatibonico Wildlife Refuge, Punta Negra-Quemados Ecological Reserve, et Delta del Cauto Wildlife Refuge, toutes à l'est de l'île. Du fait de son aire de répartition assez large, on ne peut pas dénombrer précisément les sous-populations présentes sur l'île. La population de la base navale de la baie de Guantanamo a été estimée à entre 2 000 et 3 000 individus, et les animaux sont protégés par les forces américaines présentes sur place,,. Un incident inhabituel a eu lieu lorsqu'un détenu a attaqué un garde avec une queue arrachée à un iguane en mai 2005,.
La sous-espèce Cyclura nubila caymanensis est endémique des îles de Little Cayman et Cayman Brac. La population de Cayman Brac comprend moins de 50 animaux et celle de Little Cayman en compte 1 500. Une population introduite de C. n. caymanensis s'est également établie à Grand Cayman.
L'Iguane terrestre de Cuba construit ses terriers proches de cactus ou de buissons épineux, voire parfois dans les cactus eux-mêmes. Ces plantes épineuses leur offrent une protection et leurs fruits et leurs fleurs leur apportent une source de nourriture,,. Dans les régions où il n'y a pas de cactus, les iguanes font leurs terriers dans des arbres morts, des troncs creux ou des crevasses dans le calcaire,.
Dans le milieu des années 1960 un petit groupe d'Iguanes terrestres de Cuba a été relâché d'un zoo sur Isla Magueyes, au sud-ouest de Porto Rico, formant une petite population indépendante non-endémique,. En 2000, il y avait des discussions au sein de l'US Department of Interior pour supprimer ou relocaliser cette population d'iguanes. Cette population est ainsi la source de 90 % des Iguanes terrestres de Cuba détenus dans des collections privés et a été l'objet d'une étude sur l'évolution de la communication de cet animal par Emilia Martins, une biologiste de l'Indiana University.
L'étude d'Emilia Martins de 1998 a comparé les hochements de tête de la population de Cuba même avec celle sur Isla Magueyes. La durée et les pauses se sont révélées plus longues chez cette dernière population de 350 %. En comparaison, les hochements de tête de l'Iguane bleu sur Grand Cayman diffèrent de ceux des iguanes de Cuba de seulement 20 %. Le rapide changement de comportement entre la colonie d'animaux d'Isla Magueyes et la population source de Cuba souligne le potentiel d'une population de petite taille d'évoluer rapidement du point de vue de la communication entre individus. Dans ce cas, la différence s'est faite en moins de 6 générations.

## Taxinomie

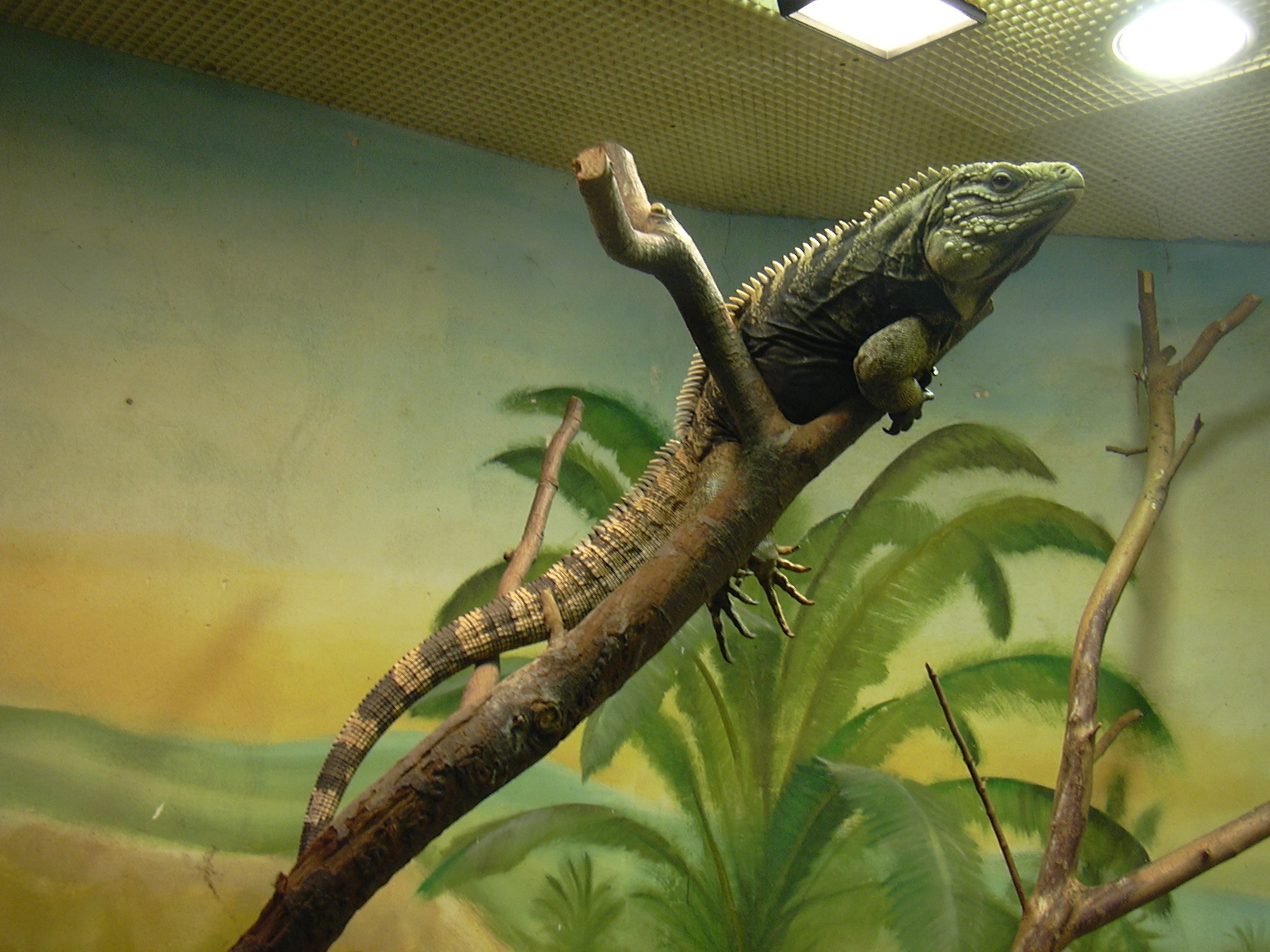
Dans le zoo de Ústí nad Labem.

Le nom du genre Cyclura, dont le nom vient de l'ancien grec cyclos (κύκλος) signifiant « circulaire » et ourá (οὐρά) signifiant « queue », fait allusion aux larges anneaux bien visibles sur la queue de tous les représentants de ce genre,. John Edward Gray, le zoologiste britannique qui a décrit pour la première fois l'espèce en 1831 sous le nom de Iguana (Cyclura) nubila, lui a donné l'épithète spécifique nubila, un mot latin signifiant « nuageux »,,.
Les espèces les plus apparentées à Cyclura nubila sont l'Iguane bleu (Cyclura lewisi) et Cyclura cychlura ; des analyses phylogénétiques ont montré que ces trois espèces ont divergé d'un ancêtre commun il y a trois millions d'années.
On considérait autrefois que Cyclura nubila avait trois sous-espèces, l'Iguane bleu (sous l'appellation Cyclura nubila lewisi), l'Iguane de Petit Cayman (Cyclura nubila caymanensis), et la sous-espèce nominale de Cuba (Cyclura nubila nubila),. Cette classification a été revue après une analyse de l'ADN mitochondrial de ces espèces et une étude sur l'organisation des écailles de la tête des iguanidés des Caraïbes (ces motifs sont uniques à chaque espèce et peuvent être utilisés pour les identifier),,. L'Iguane bleu est depuis reconnu comme une espèce à part entière,,,,,.
Liste des sous-espèces selon The Reptile Database (28 octobre 2015) :
- Cyclura nubila caymanensis Barbour & Noble, 1916
- Cyclura nubila nubila (Gray, 1831)

## Sauvegarde

### Statut de sauvegarde

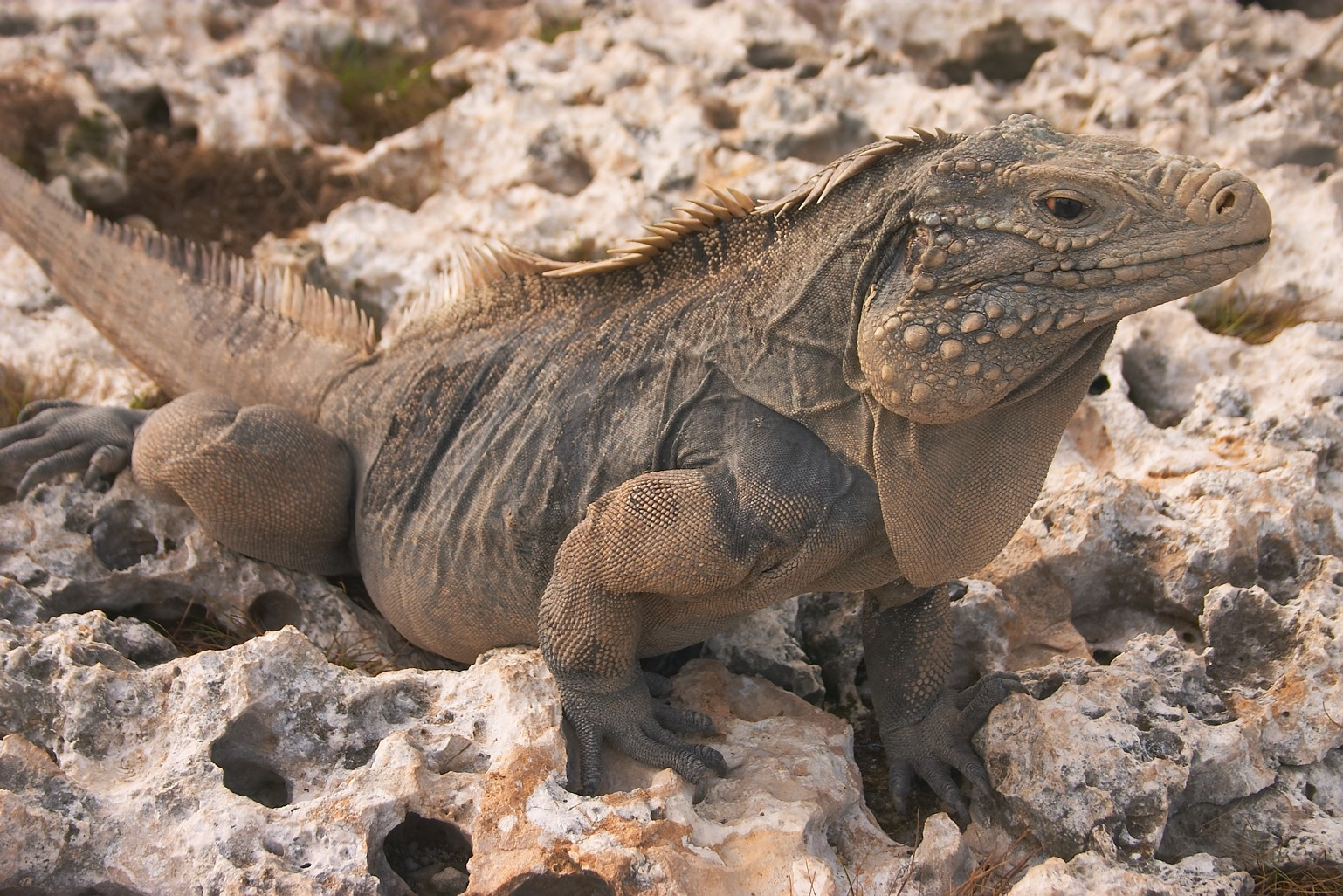
Dans la nature.

L'Iguane terrestre de Cuba est bien présent en captivité dans les collections publics et privées. Plusieurs parcs zoologiques et individus privés font reproduire cette espèce en captivité, ce qui limite la demande d'animaux attrapés dans la nature pour fournir le marché des animaux de compagnie. les iguanes cubains sont classés comme « vulnérables » dans la liste rouge de l'UICN et c'est également le cas de la sous-espèce cubaine prédominante, tandis que la sous-espèce de Cayman Island est considérée comme « en danger critique d'extinction ». La population cubaine est estimée à entre 40 000 et 60 000 individus, et la population introduite à Isla Magueyes est estimée à plus de 1 000 animaux. Selon Allison Alberts, Chief Conservation Officer du zoo de San Diego qui a mené des recherches sur cette espèce à Cuba, parmi les nombreuses espèces qui composent la faune de Guantanamo, « l'Iguane terrestre de Cuba est l'un des plus grands, sans aucun doute le plus visible, et certainement le plus charismatique. Il semble que personne ne fasse une visite de Guantanamo sans aller voir ses géants aux allures d'animaux préhistoriques ».
Le statut de l'Iguane terrestre de Cuba au sein de l'Endangered Species Act américain a fait son chemin dans la jurisprudence américaine. A l'automne 2003, un mandataire de Guantanamo, Tom Wilner avait besoin de persuader la justice de la Cour suprême des États-Unis de prendre en considération le cas d'une douzaine de détenus koweïtiens qui étaient gardés à Guantanamo Bay, Cuba, sans aucune charge, sans être écoutés et sans accès à un avocat. Selon Peter Honigsberg, un professeur de droit de l'université de San Francisco, Wilner a porté deux arguments infructueux avant que la cour prennent son cas en considération. Dans son troisième argument il change de tactique en mentionnant la loi américaine et l'Iguane terrestre de Cuba,. Wilner déclare ainsi, « Quelqu'un, même un officier fédéral, qui viole l'Endangered Species Act en blessant un iguane à Guantanamo, peut être poursuivi. Cependant le gouvernement déclare que la loi américaine ne peut pas s'appliquer pour protéger un prisonnier là-bas ». Selon Honigsberg, la Cour suprême a revu son jugement à cause de cet argument.

### Déclin
De manière générale cette espèce est en déclin, plus rapidement sur l'île principale de Cuba que sur les îlots environnant. Les populations de Cuba même ont décliné de plus de 1 % par an durant les 10 dernières années. L'Iguane cubain a complètement disparu de la côte nord-est de La Havane, de la péninsule de Hicacos, ou de Cayo Largo, des zones où on le trouvait encore en nombre il y a 30 à 40 ans.
Contrairement à d'autres îles des Antilles où on rencontre des iguanes, la consommation de viande d'iguanidés n'est pas courante à Cuba. Certaines communautés de pêcheurs la pratiquent pour subsister, mais autrement cet animal ne fait pas partie de l'alimentation des Cubains. Selon Thomas Barbour, ceci est lié à d'anciennes superstitions selon lesquelles les iguanes  émettent un fluide noir rappelant le vomi noir des victimes de la fièvre jaune quand ils sont tués,. Une des raisons de leur déclin est la destruction de leur habitat causée par le surpâturage des animaux de ferme, le développement des zones habitées et la construction d'infrastructures liées au tourisme sur les plages où ces animaux construisent normalement leurs nids,. Les populations d'iguanes ont également souffert de la prédation d'espèces introduites comme les rats, les chats et les chiens. Les  chiens errants sont responsables de la destruction de nombreux nids d'iguanes, qu'ils creusent à la recherche des œufs. La prédation des œufs par les fourmis est également une menace pour cette espèce.

### Sauvegarde

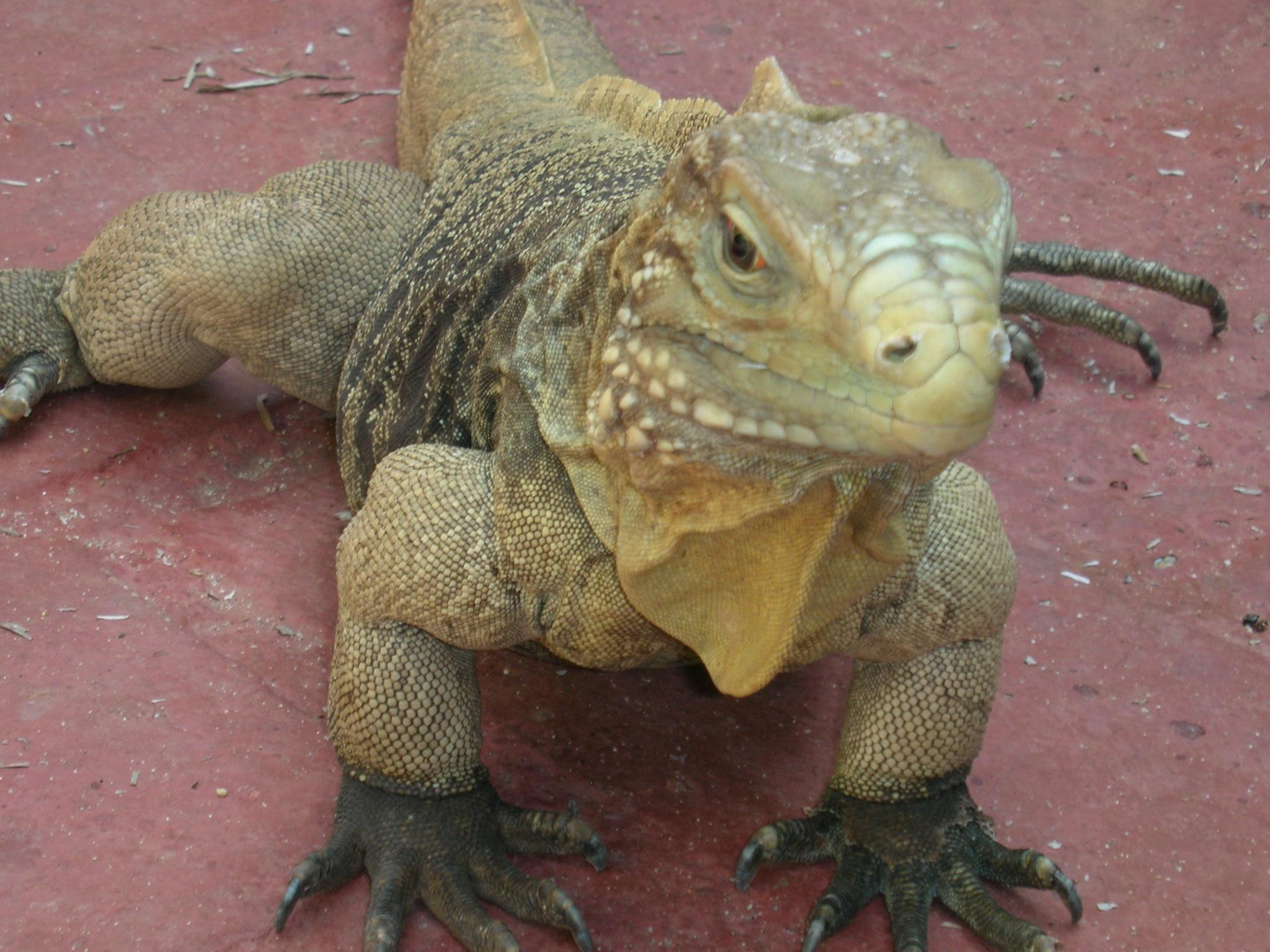
Cyclura nubila dans une attraction touristique au sud-est de Cuba.

Presque toutes les principales concentrations d'iguanes sont partiellement ou totalement protégées par le gouvernement cubain. Bien qu'il n'existe pas de programme de reproduction en captivité sur l'île de Cuba, le Centro Nacional de Areas Protegidas a émis la volonté d'explorer cette voie dans le futur. En 1985 le gouvernement cubain fait réaliser un peso commémoratif dépeignant l'Iguane terrestre de cubain sur une face de la monnaie, pour contribuer à sensibiliser la population sur le sort de cet animal.
En 1993 le zoo de San Diego a expérimentalement testé l'utilité d'un programme pour commencer à élever en captivité les iguanes juste éclos avant de pouvoir les relâcher dans la nature, avec l'aide de fonds du National Science Foundation's Conservation and Restoration Biology Program,. Ce programme consiste à faire éclore les œufs des iguanes en couveuse, puis de protéger et nourrir les jeunes durant leurs 20 premiers mois de vie,. Cela permet d'élever les animaux jusqu'à une taille à laquelle ils sont capables de fuir ou de repousser les prédateurs,. Cette technique a été utilisée originellement pour protéger les jeunes tortues de mer, Conolophus subcristatus dans les Galapagos, et Ctenosaura bakeri sur l'île d'Útila, mais Alberts utilise pour la première fois cette pratique pour une espèce de Cyclura avec l'Iguane terrestre de Cuba. L'objectif n'est pas seulement d'aider à sauvegarder la population d'iguanes cubains, mais également de tester l'efficacité de cette technique comme stratégie de conservation pour des espèces de Cyclura plus menacées.
Cette stratégie s'est révélée fructueuse, selon Alberts, puisque les iguanes ainsi relâchés ont réagi face aux prédateurs, se sont nourris par eux-mêmes et se sont comportés comme leurs congénères nés dans la nature,. Cette stratégie a donc ensuite été reprise avec réussite pour d'autres espèces de Cyclura et Ctenosaura en danger critique d'extinction à travers les Caraïbes et l'Amérique centrale, notamment Cyclura collei, l'Iguane bleu, Cyclura ricordi, Cyclura cychlura inornata, Cyclura rileyi rileyi et Cyclura pinguis,.

## Publications originales
- Barbour & Noble, 1916 : A revision of the lizards of the genus Cyclura. Bulletin of The Museum of Comparative Zoology, vol. 60, no 4, p. 139-164 (texte intégral).
- Gray, 1831 : A synopsis of the species of the class Reptilia. The Animal Kingdom Arranged in Conformity with its Organization by the Baron Cuvier, London, p. 1–110.